# Eerste divisie (mannenhandbal) 2001/02
De eerste divisie is de op een na hoogste afdeling van het Nederlandse handbal bij de heren op landelijk niveau. In het seizoen 2001/2002 werden Kolping (na een beslissing duel) en Animo kampioen en promoveerden. Tevens promoveerde Hellas ten koste van eredivisionist DES '72. Hurry-Up, de Groot Groep/E&O 2, Olympia HGL, Actief Klazienaveen, Primaz/Sittardia 2, DWS, Saturnus Leiden, Ventura en Volendam 2 degradeerden naar de nieuwgemaakte hoofdklasse. Het hoge aantal degradaties uit de eerste divisie had te maken met de veranderde structuur van de eerste divisie. Per seizoen 2002/2003 spelen er 14 teams in de eerste divisie in plaats van 24.

## Opzet
- De winnaars van de twee divisies promoveerden naar de eredivisie, indien er sprake is van een gedeelde eerste plek op basis van het behaalde aantal punten, werd door middel van rangorde wedstrijden beslist wie werkelijke winnaar is en promoveert.
- De nummers twee van de twee divisies streden eerst tegen elkaar om een plek in de best-of-two promotie/-degradatiewedstrijden tegen de nummer elf van de eredivisie. De winnaar van deze best-of-two promoveerde naar/handhaafde in de eredivisie.
- De nummers acht en negen streden in rangorde wedstrijden tegen degradatie naar de nieuwgemaakte hoofdklasse.
- De nummers tien, elf en twaalf degraderen rechtstreeks naar de hoofdklasse.

Er promoveerde dus minstens twee teams naar de eredivisie, optioneel promoveerde er een derde team. Tevens degradeerde er negen teams naar de nieuwgemaakte hoofdklasse.

## Eerste divisie A

### Teams
| Ploeg                   | Plaats       | Provincie     |
| ----------------------- | ------------ | ------------- |
| Actief Klazienaveen     | Klazienaveen | Drenthe       |
| FIQAS/Aalsmeer 2        | Aalsmeer     | Noord-Holland |
| Smeeing/BDC             | Soest        | Utrecht       |
| CSV                     | Castricum    | Noord-Holland |
| de Groot Groep/E&O 2    | Emmen        | Drenthe       |
| Hurry-Up                | Zwartemeer   | Drenthe       |
| Kolping                 | Ouddorp      | Noord-Holland |
| Olympia HGL             | Hengelo      | Overijssel    |
| Van der Voort/Quintus 2 | Kwintsheul   | Zuid-Holland  |
| Swift                   | Arnhem       | Gelderland    |
| UDSV                    | Utrecht      | Utrecht       |
| Volendam 2              | Volendam     | Noord-Holland |

### Stand
| Pos | Club                    | Wed | W  | G | V  | Ptn | DV  | DT  | +/−  | Opmerking                                                   |
| --- | ----------------------- | --- | -- | - | -- | --- | --- | --- | ---- | ----------------------------------------------------------- |
| 1   | Kolping                 | 22  | 18 | 0 | 4  | 36  | 685 | 540 | +145 | Rangorde wedstrijd vanwege mogelijke promotie of degradatie |
| 2   | UDSV                    | 22  | 17 | 2 | 3  | 36  | 592 | 513 | +79  | Rangorde wedstrijd vanwege mogelijke promotie of degradatie |
| 3   | Swift                   | 22  | 14 | 3 | 5  | 31  | 619 | 550 | +69  |                                                             |
| 4   | Smeeing/BDC             | 22  | 14 | 2 | 6  | 30  | 550 | 510 | +40  |                                                             |
| 5   | Van der Voort/Quintus 2 | 22  | 13 | 2 | 7  | 28  | 586 | 576 | +10  |                                                             |
| 6   | FIQAS/Aalsmeer 2        | 22  | 11 | 3 | 8  | 25  | 598 | 552 | +46  |                                                             |
| 7   | CSV                     | 22  | 9  | 3 | 10 | 21  | 598 | 581 | +17  |                                                             |
| 8   | Volendam 2              | 22  | 6  | 2 | 14 | 14  | 528 | 578 | −51  | Rangorde wedstrijd vanwege mogelijke promotie of degradatie |
| 9   | Hurry-Up                | 22  | 7  | 0 | 15 | 14  | 507 | 570 | −63  | Rangorde wedstrijd vanwege mogelijke promotie of degradatie |
| 10  | de Groot Groep/E&O 2    | 22  | 6  | 1 | 15 | 13  | 530 | 625 | −95  | Rechtstreekse degradatie naar hoofdklasse                   |
| 11  | Olympia HGL             | 22  | 3  | 2 | 17 | 8   | 532 | 617 | −85  | Rechtstreekse degradatie naar hoofdklasse                   |
| 12  | Actief Klazienaveen     | 22  | 3  | 2 | 17 | 8   | 487 | 608 | −121 | Rechtstreekse degradatie naar hoofdklasse                   |

## Eerste divisie B

### Teams
| Ploeg              | Plaats         | Provincie     |
| ------------------ | -------------- | ------------- |
| Animo              | Rijswijk       | Zuid-Holland  |
| Kempen/BDC         | Landgraaf      | Limburg       |
| DWS                | Schiedam       | Zuid-Holland  |
| EMM                | Middelburg     | Zeeland       |
| Gemini (Z)         | Zoetermeer     | Zuid-Holland  |
| Groene Ster        | Zevenbergen    | Noord-Brabant |
| HEC                | Den Haag       | Zuid-Holland  |
| Hellas             | Den Haag       | Zuid-Holland  |
| Saturnus Leiden    | Leiden         | Zuid-Holland  |
| Primaz/Sittardia 2 | Sittard        | Limburg       |
| Ventura            | Schiedam       | Zuid-Holland  |
| White Demons       | Berkel-Enschot | Noord-Brabant |

### Stand
| Pos | Club               | Wed | W  | G | V  | Ptn | DV  | DT  | +/−  | Opmerking                                                   |
| --- | ------------------ | --- | -- | - | -- | --- | --- | --- | ---- | ----------------------------------------------------------- |
| 1   | Animo              | 22  | 18 | 1 | 3  | 37  | 562 | 433 | +129 | Rechtstreekse promotie naar eredivisie                      |
| 2   | Hellas             | 22  | 16 | 1 | 4  | 35  | 612 | 482 | +130 | Rangorde wedstrijd vanwege mogelijke promotie of degradatie |
| 3   | Kempen/BDC         | 22  | 16 | 1 | 5  | 33  | 555 | 443 | +112 |                                                             |
| 4   | EMM                | 22  | 14 | 2 | 6  | 30  | 524 | 460 | +64  |                                                             |
| 5   | White Demons       | 22  | 11 | 3 | 8  | 25  | 553 | 527 | +26  |                                                             |
| 6   | HEC                | 22  | 12 | 0 | 10 | 24  | 546 | 521 | +25  |                                                             |
| 7   | Gemini (Z)         | 22  | 11 | 1 | 10 | 23  | 562 | 524 | +38  |                                                             |
| 8   | Groene Ster        | 22  | 8  | 1 | 13 | 17  | 524 | 551 | −27  | Rangorde wedstrijd vanwege mogelijke promotie of degradatie |
| 9   | Ventura            | 22  | 8  | 1 | 13 | 17  | 523 | 628 | −105 | Rangorde wedstrijd vanwege mogelijke promotie of degradatie |
| 10  | Primaz/Sittardia 2 | 22  | 6  | 2 | 14 | 14  | 516 | 537 | −21  | Rechtstreekse degradatie naar hoofdklasse                   |
| 11  | DWS                | 22  | 3  | 0 | 19 | 6   | 395 | 560 | −165 | Rechtstreekse degradatie naar hoofdklasse                   |
| 12  | Saturnus Leiden    | 22  | 1  | 1 | 20 | 3   | 427 | 632 | −205 | Rechtstreekse degradatie naar hoofdklasse                   |

## Rangorde wedstrijden

### Kampioenschap eerste divisie A
| 6 april 2002 | Kolping | 27 − 25 | UDSV | de Bloemhof, Aalsmeer |
| 6 april 2002 |         |         |      | de Bloemhof, Aalsmeer |
| 6 april 2002 |         |         |      | de Bloemhof, Aalsmeer |

Kolping is kampioen en promoveert naar de eredivisie

### Nummers twee eerste divisies A en B
| 20 april 2002 | Hellas | 34 − 30 | UDSV | Reehorst, Ede |
| 20 april 2002 |        |         |      | Reehorst, Ede |
| 20 april 2002 |        |         |      | Reehorst, Ede |

| 27 april 2002 | UDSV | 27 − 24 | Hellas | Reehorst, Ede |
| 27 april 2002 |      |         |        | Reehorst, Ede |
| 27 april 2002 |      |         |        | Reehorst, Ede |

Hellas winnaar; speelt best-of-two promotie/-degradatiewedstrijden tegen nummer 10 eredivisie

### Promotie/degradatiewedstrijden
| 1 mei 2002 | DES '72 | 31 − 28 | Hellas | Reehorst, Ede |
| 1 mei 2002 |         |         |        | Reehorst, Ede |
| 1 mei 2002 |         |         |        | Reehorst, Ede |

| 8 mei 2002 | Hellas | 28 − 25 | DES '72 | Reehorst, Ede |
| 8 mei 2002 |        |         |         | Reehorst, Ede |
| 8 mei 2002 |        |         |         | Reehorst, Ede |

Hellas winnaar (op basis van meer uit gescoorde doelpunten); promoveert naar de eredivisie

### Plaats 8/9 eerste divisie A
| 7 april 2002 | Volendam 2 | 29 − 29 | Hurry-Up | Meenpark, Apeldoorn |
| 7 april 2002 |            |         |          | Meenpark, Apeldoorn |
| 7 april 2002 |            |         |          | Meenpark, Apeldoorn |

Volendam 2 wordt achtste op basis van beter doelsaldo in de reguliere competitie; Hurry-Up degradeert

### Plaats 8/9 eerste divisie B
| 7 april 2002 | Groene Ster | 31 − 28 | Ventura | Mammoet, Gouda |
| 7 april 2002 |             |         |         | Mammoet, Gouda |
| 7 april 2002 |             |         |         | Mammoet, Gouda |

Groene Ster wordt achtste; Ventura degradeert naar hoofdklasse

### Handhaving of degradatie nummers 8
| 14 april 2002 | Volendam 2 | 21 − 22 | Groene Ster | Mammoet, Gouda |
| 14 april 2002 |            |         |             | Mammoet, Gouda |
| 14 april 2002 |            |         |             | Mammoet, Gouda |

| 28 april 2002 | Groene Ster | 24 − 24 | Volendam 2 | Mammoet, Gouda |
| 28 april 2002 |             |         |            | Mammoet, Gouda |
| 28 april 2002 |             |         |            | Mammoet, Gouda |

Groene Ster blijft in de eerste divisie; Volendam 2 degradeert naar de hoofdklasse

## Topscorers

### Eerste divisie A
| Pos | Naam               | Gls | Club                |
| --- | ------------------ | --- | ------------------- |
| 1   | David den Hartog   | 190 | UDSV                |
| 2   | Pim Ligthart       | 177 | Volendam 2          |
| 3   | Jitse Blommestein  | 162 | Kolping             |
| 4   | Alexander Heidinga | 142 | Actief Klazienaveen |
| 5   | Wim Jansen         | 136 | Olympia HGL         |

### Eerste divisie B
| Pos | Naam               | Gls | Club         |
| --- | ------------------ | --- | ------------ |
| 1   | Eric Franken       | 204 | EMM          |
| 2   | Vincent Hofland    | 140 | Hellas       |
| 3   | Serge van Straalen | 140 | Gemini (Z)   |
| 4   | Frank Verschuren   | 134 | White Demons |
| 5   | Errol Wevers       | 132 | Groene Ster  |